# 頭部潰瘍病
頭部潰瘍病（とうぶかいようびょう、英:head ulcer disease）とは非定型Aeromonas salmonicida感染を原因とするウナギの感染症。頭部、吻部の発赤、潰瘍、肝臓の鬱血、腹膜の出血を引き起こす。水温を25℃以上に上げて飼育することで防除することができる。